# Liste der Kulturdenkmale in Lipprandis (Glauchau)
Die Liste der Kulturdenkmale in Lipprandis (Glauchau) enthält die in der amtlichen Denkmalliste des Landesamtes für Denkmalpflege Sachsen ausgewiesenen Kulturdenkmale im Glauchauer Ortsteil Lipprandis.

## Legende
- Bild: Bild des Kulturdenkmals, ggf. zusätzlich mit einem Link zu weiteren Fotos des Kulturdenkmals im Medienarchiv Wikimedia Commons. Wenn man auf das Kamerasymbol klickt, können Fotos zu Kulturdenkmalen aus dieser Liste hochgeladen werden:
- Bezeichnung: Denkmalgeschützte Objekte und ggf. Bauwerksname des Kulturdenkmals
- Lage: Straßenname und Hausnummer oder Flurstücknummer des Kulturdenkmals. Die Grundsortierung der Liste erfolgt nach dieser Adresse. Der Link (Karte) führt zu verschiedenen Kartendiensten mit der Position des Kulturdenkmals. Fehlt dieser Link, wurden die Koordinaten noch nicht eingetragen. Sind diese bekannt, können sie über ein Tool mit einer Kartenansicht einfach nachgetragen werden. In dieser Kartenansicht sind Kulturdenkmale ohne Koordinaten mit einem roten bzw. orangen Marker dargestellt und können durch Verschieben auf die richtige Position in der Karte mit Koordinaten versehen werden. Kulturdenkmale ohne Bild sind an einem blauen bzw. roten Marker erkennbar.
- Datierung: Baubeginn, Fertigstellung, Datum der Erstnennung oder grobe zeitliche Einordnung entsprechend des Eintrags in der sächsischen Denkmaldatenbank
- Beschreibung: Kurzcharakteristik des Kulturdenkmals entsprechend des Eintrags in der sächsischen Denkmaldatenbank, ggf. ergänzt durch die dort nur selten veröffentlichten Erfassungstexte oder zusätzliche Informationen
- ID: Vom Landesamt für Denkmalpflege Sachsen vergebene, das Kulturdenkmal eindeutig identifizierende Objekt-Nummer. Der Link führt zum PDF-Denkmaldokument des Landesamtes für Denkmalpflege Sachsen. Bei ehemaligen Kulturdenkmalen können die Objektnummern unbekannt sein und deshalb fehlen bzw. die Links von aus der Datenbank entfernten Objektnummern ins Leere führen. Ein ggf. vorhandenes Icon  führt zu den Angaben des Kulturdenkmals bei Wikidata.

## Lipprandis
| Bild                                    | Bezeichnung                                       | Lage                                       | Datierung                               | Beschreibung | ID       |
| --------------------------------------- | ------------------------------------------------- | ------------------------------------------ | --------------------------------------- | --- | -------- |
| Direkt Bild zu diesem Denkmal hochladen | Scheune eines Dreiseithofes                       | Schönberger Straße 7 (Karte)               | um 1800                                 | Baugeschichtlich und wirtschaftsgeschichtlich von Bedeutung, Fachwerk-Scheune. Teilweise verbrettert. | 09241600 |
| Direkt Bild zu diesem Denkmal hochladen | Wohnstallhaus eines Vierseithofes                 | Schönberger Straße 13 (Karte)              | 2. Hälfte 18. Jahrhundert               | Baugeschichtlich von Bedeutung, strebenreiches Fachwerk-Obergeschoss. | 09241601 |
| Direkt Bild zu diesem Denkmal hochladen | Scheune eines Vierseithofes                       | Schönberger Straße 19 (Karte)              | Ende 19. Jahrhundert                    | Baugeschichtlich von Bedeutung, Fachwerk-Scheune mit massiven Giebeln (darin Drillingsfenster). | 09241602 |
| Direkt Bild zu diesem Denkmal hochladen | Wohnstallhaus eines Vierseithofes                 | Schönberger Straße 20 (Karte)              | um 1800                                 | Baugeschichtlich von Bedeutung, strebenreiches Fachwerk-Obergeschoss. Am Giebel massiv, zu große Fenster und Kratzputz, guter Zustand. | 09241603 |
| Direkt Bild zu diesem Denkmal hochladen | Wohnstallhaus eines Dreiseithofes                 | Schönberger Straße 22 (Karte)              | 1. Hälfte 19. Jahrhundert               | Baugeschichtlich von Bedeutung, Fachwerkhaus. Einfriedung: Torpfosten aus Klinker mit Steinkugeln, vermutlich mit ruinösem Seitengebäude vor 2010 gänzlich abgebrochen. | 09241604 |
| Direkt Bild zu diesem Denkmal hochladen | Wohnstallhaus eines Dreiseithofes                 | Schönberger Straße 24 (Karte)              | um 1800                                 | Baugeschichtlich von Bedeutung, Fachwerkhaus. Fachwerk Obergeschoss, Giebel verschiefert, Erdgeschoss massiv, auch Teile des Obergeschosses. | 09241605 |
| Direkt Bild zu diesem Denkmal hochladen | Scheune und Stallgebäude eines Dreiseithofes      | Schönberger Straße 25 (Karte)              | um 1800                                 | Baugeschichtlich und wirtschaftsgeschichtlich von Bedeutung, Fachwerkbauten. Stall mit Tür im Obergeschoss, ursprünglich Durchfahrt, guter Zustand. | 09241606 |
|                                         | Scheune eines Dreiseithofes                       | Schönberger Straße 26 (Karte)              | um 1800                                 | Baugeschichtlich und wirtschaftsgeschichtlich von Bedeutung, Fachwerk-Scheune. | 09241607 |
|                                         | Denkmal für die Gefallenen des Ersten Weltkrieges | Schönberger Straße 26a (gegenüber) (Karte) | nach 1918 (Kriegerdenkmal 1. Weltkrieg) | Stele mit Inschrift, Naturstein, ortsgeschichtlich von Bedeutung | 09305535 |
| Direkt Bild zu diesem Denkmal hochladen | Wohnstallhaus eines Bauernhofes                   | Schönberger Straße 27 (Karte)              | bezeichnet 1649                         | Baugeschichtlich von Bedeutung, Fachwerk-Obergeschoss mit altertümlicher Konstruktion (doppelte Andreaskreuze, Schiffskehlen an Schwelle). Gerade Andreaskreuze, paarweise in den Gefachen, Datierung in Schwelle, Schiffchenkehlen in Schwelle, durchlaufender aufgenagelter Brustriegel, Giebel verputzt und verbrettert, straßenseitige Traufseite mit querliegenden Gefachen und geblatteten Streben, unten in Rähm gezapft. | 09241608 |
| Direkt Bild zu diesem Denkmal hochladen | Stallgebäude eines Vierseithofes                  | Schönberger Straße 29 (Karte)              | um 1800                                 | Baugeschichtlich und wirtschaftsgeschichtlich von Bedeutung, Fachwerkgebäude. Fachwerk auch im Erdgeschoss, teilweise Anbauten. | 09241609 |